# Liste der Biografien/Dv
Liste der Biografien |
Portal Biografien |
Personensuche
# |
A |
B |
C |
D |
E |
F |
G |
H |
I |
J |
K |
L |
M |
N |
O |
P |
Q |
R |
S |
T |
U |
V |
W |
X |
Y |
Z |
?
 
Da |
Db |
Dc |
Dd |
De |
Dg |
Dh |
Di |
Dj |
Dk |
Dl |
Dm |
Dn |
Do |
Dq |
Dr |
Ds |
Du |
Dv |
Dw |
Dy |
Dz
Die Liste der Biografien führt alle Personen auf, die in der deutschsprachigen Wikipedia einen Artikel haben. Dieses ist eine Teilliste mit 70 Einträgen von Personen, deren Namen mit den Buchstaben „Dv“ beginnt.

## Dv

### Dva
- Dvalishvili, Merab (* 1991), georgisch-amerikanischer Mixed-Martial-Arts-Kämpfer
- Dvarionas, Balys (1904–1972), litauischer Komponist, Pianist und Dirigent
- Dvarionas, Jurgis (* 1943), litauischer Geiger und Musikpädagoge, Professor
- Dvarionas, Justas (* 1967), litauischer Pianist und Musikpädagoge

### Dve
- Dversnes, Fredrik (* 1997), norwegischer Radrennfahrer

### Dvi
- D’Virgilio, Nick (* 1968), US-amerikanischer Schlagzeuger, Sänger und Gitarrist
- Dvirnyy, Danyyil (* 1990), italienischer Schachspieler
- Dvivedi, Sudhakara (1855–1910), indischer Mathematiker und Mathematikhistoriker

### Dvo
- Dvojic, Racek Kobyla von († 1416), böhmischer Adeliger, Hetmann, Burggraf von Domažlice und des Vyšehrad
- Dvolajckij, Šalom (1893–1937), sowjetischer Ökonom
- Dvoracek, Hermann (* 1920), österreichischer Fußballspieler
- Dvořáček, Jiří (1928–2000), tschechischer Komponist, Organist und Hochschullehrer
- Dvořáček, Josef (* 1952), tschechischer Tischtennisspieler
- Dvorak, Ann (1912–1979), US-amerikanische Schauspielerin
- Dvořák, Antonín (1841–1904), böhmischer KomponistAntonín Dvořák (1841–1904)

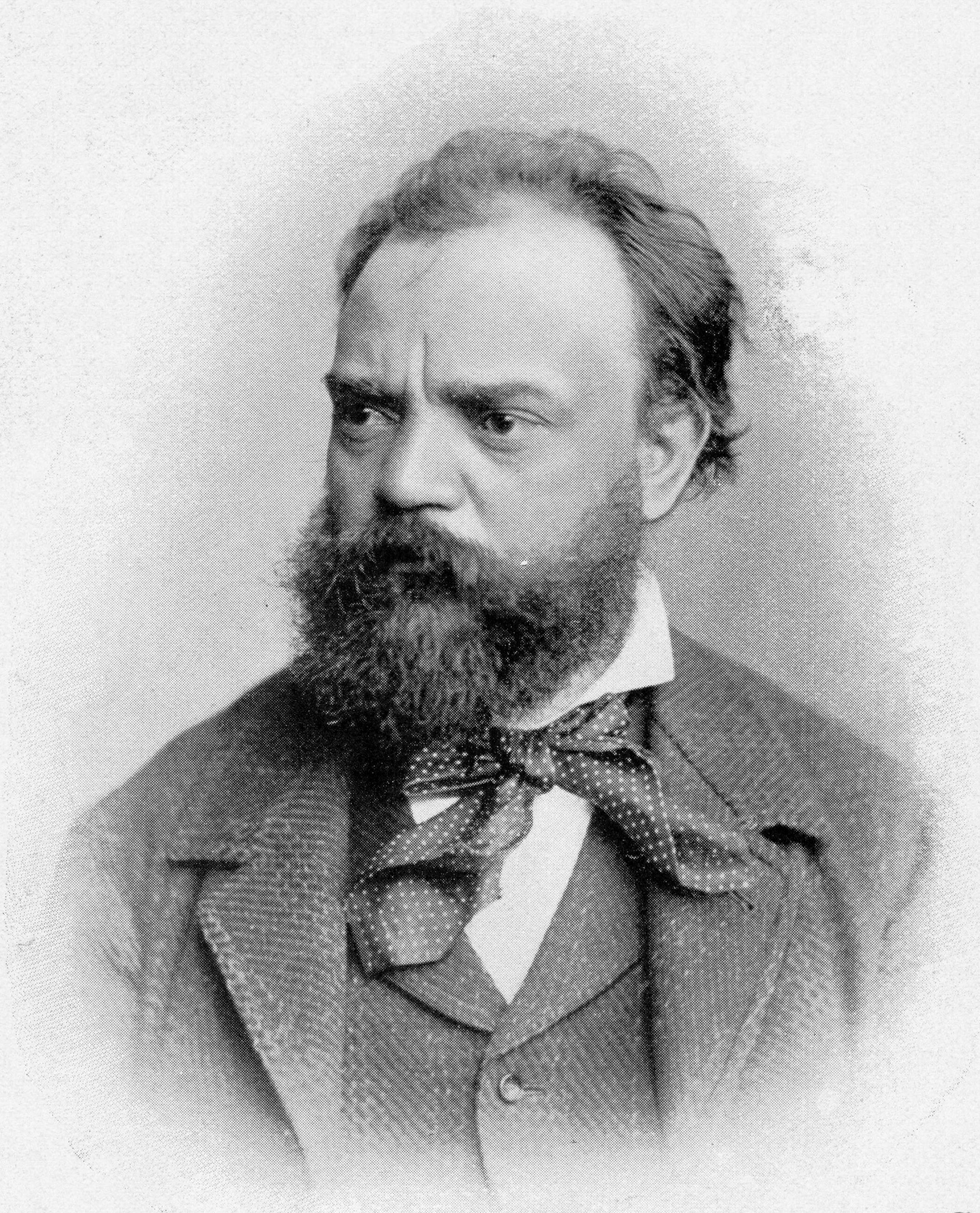
Antonín Dvořák (1841–1904)

- Dvorak, August (1894–1975), US-amerikanischer Psychologe und Pädagogikprofessor
- Dvořák, Bohuslav (1867–1951), böhmischer Maler
- Dvorak, Charles (1878–1969), US-amerikanischer Leichtathlet
- Dvorak, Christian (* 1996), US-amerikanischer Eishockeyspieler
- Dvorak, Felix (* 1936), österreichischer Schauspieler, Kabarettist und SchriftstellerFelix Dvorak (* 1936)

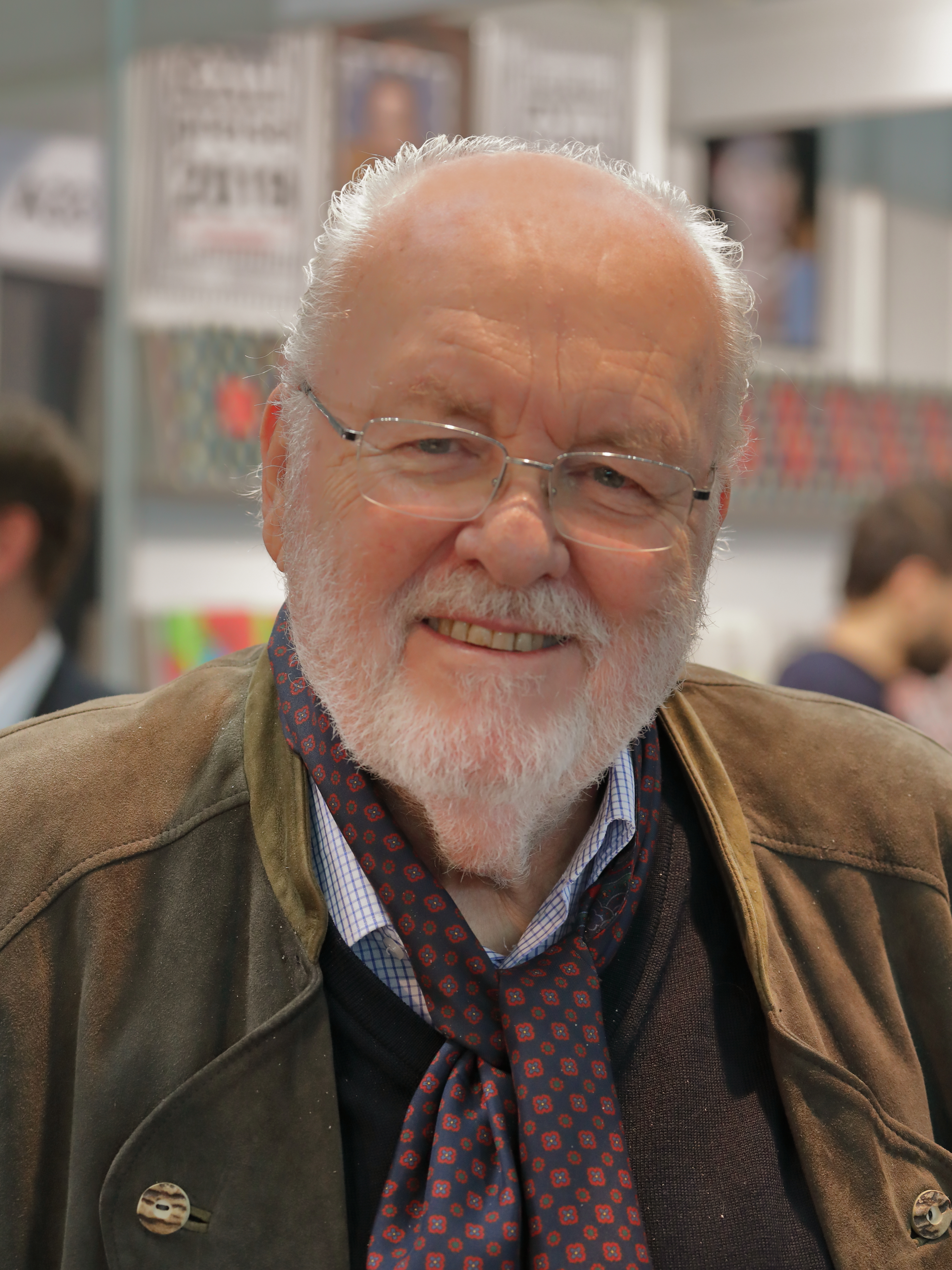
Felix Dvorak (* 1936)

- Dvořák, František (1862–1927), tschechischer Maler
- Dvořák, František (1872–1942), böhmisch-österreichischer Politiker (fraktionslos), Abgeordneter zum Nationalrat
- Dvorak, Galia (* 1988), spanische Tischtennisspielerin ukrainischer Herkunft
- Dvorak, George J. (1933–2022), US-amerikanischer Ingenieur
- Dvorak, Harold F. (* 1937), US-amerikanischer Pathologe und Gefäßforscher
- Dvorak, Istvan (* 1946), ungarischer Ballettmeister, Balletttänzer, Pantomime, Tanzlehrer, Musicaldarsteller, Choreograf und künstlerischer Berater
- Dvořák, Ivan (* 1978), tschechischer Fußballspieler
- Dvořák, Jan (* 1971), deutscher Komponist, Autor und Theatermacher
- Dvorak, Jim (* 1948), amerikanischer Trompeter und Komponist
- Dvořák, Johann (* 1946), österreichischer Politikwissenschaftler
- Dvorak, Josef (* 1934), österreichischer Psychoanalytiker, katholischer Theologe und Mitbegründer des Wiener Aktionismus
- Dvořák, Josef (* 1942), tschechischer Schauspieler
- Dvořák, Josef (* 1952), tschechoslowakischer Radrennfahrer
- Dvořák, Ladislav (1920–1983), tschechischer Dichter und Prosaschriftsteller
- Dvořák, Max (1874–1921), österreichischer Kunsthistoriker
- Dvořák, Miroslav (1951–2008), tschechoslowakischer Eishockeyspieler
- Dvořák, Miroslav (* 1987), tschechischer Nordischer Kombinierer
- Dvořák, Oskar Franz (1899–1969), tschechischer Kunstmaler
- Dvořák, Pavel (* 1989), tschechischer Fußballspieler
- Dvořák, Radek (* 1977), tschechischer Eishockeyspieler
- Dvořák, Richard (1913–2009), tschechoslowakischer KP-Funktionär, Abgeordneter, Politiker und Minister
- Dvorak, Robert (1906–1991), deutscher Journalist, Korrespondent und Redakteur
- Dvorak, Robert James (1919–2020), US-amerikanischer Komponist, Musikpädagoge und Hornist
- Dvořák, Rudolf (1860–1920), tschechischer Orientalist
- Dvorak, Stefanie (* 1975), österreichische SchauspielerinStefanie Dvorak (* 1975)

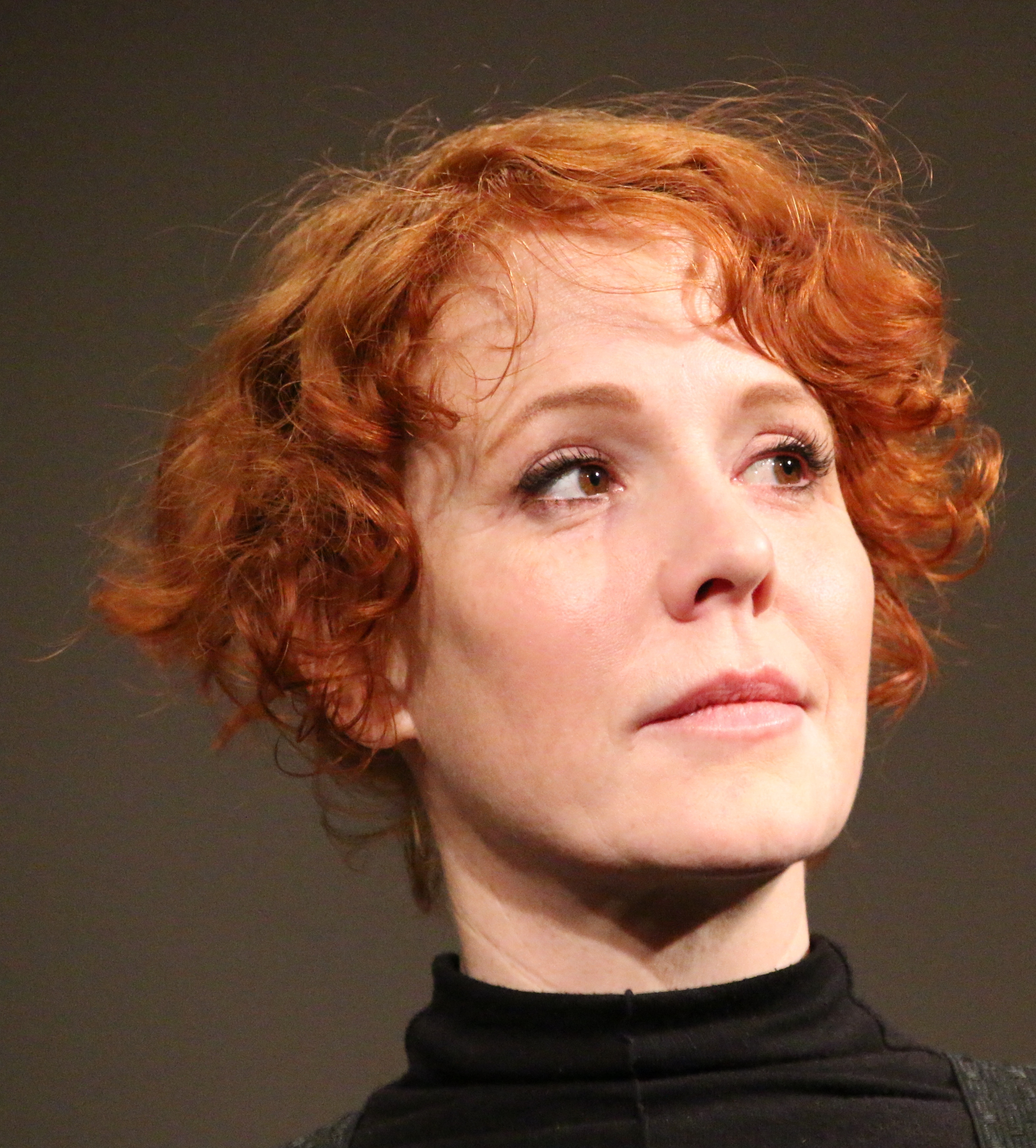
Stefanie Dvorak (* 1975)

- Dvorak, Tom (* 1965), kanadischer Dressurreiter
- Dvořák, Tomáš (* 1972), tschechischer Leichtathlet
- Dvořák, Václav (1921–2008), tschechischer katholischer Geistlicher, Bischofsvikar in České Budějovice
- Dvořák, Zdeněk (* 1981), tschechischer Mathematiker
- Dvorak-Stocker, Ilse (1922–2011), österreichische Verlegerin, Leiterin des Leopold Stocker Verlages
- Dvorak-Stocker, Wolfgang (* 1966), österreichischer Verleger und Publizist
- Dvořáková, Ludmila (1923–2015), tschechisch-schweizerische Opernsängerin (Sopran)
- Dvořáková, Milena (* 1947), tschechische Hochschullehrerin für Sprache und internationalen Erasmus-Austausch
- Dvoress, Daniel (* 1988), kanadischer Pokerspieler
- Dvoretzky, Aryeh (1916–2008), israelischer Mathematiker
- Dvorin, Al (1922–2004), amerikanischer Bandleader und Künstlervermittler
- Dvorkin, David (* 1943), amerikanischer Science-Fiction- und Horror-Autor
- Dvornik, Boris (1939–2008), kroatischer SchauspielerBoris Dvornik (1939–2008)

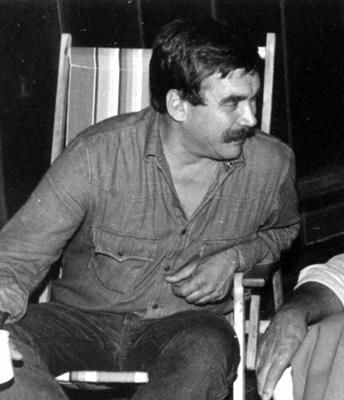
Boris Dvornik (1939–2008)

- Dvornik, Dino (1964–2008), kroatischer Sänger, Schauspieler und Reality-TV-Darsteller
- Dvorník, František (1893–1975), tschechischer Byzantinist und Kirchenhistoriker
- Dvornik, Neja (* 2001), slowenische Skirennläuferin
- Dvorschák, Gábor (* 1989), ungarischer Fußballspieler
- Dvorská, Milena (1938–2009), tschechische Schauspielerin
- Dvorský, Dalibor (* 2005), slowakischer Eishockeyspieler
- Dvorský, Jakub (* 1978), Entwickler und Designer für Computer- und Videospiele
- Dvorský, Peter (* 1951), slowakischer Opernsänger (Tenor)
- Dvorský, Petr (* 1966), tschechischer Jazzmusiker (Bass)
- Dvorský, Rudolf Antonín (1899–1966), tschechischer Unterhaltungskünstler
- Dvoržak, Franjo (1915–1986), jugoslawischer Skispringer
- Dvoskin, Victor (* 1948), US-amerikanischer Jazz-Bassist